# Erich Eyermann
Erich Eyermann (* 1. Juli 1906 in Nürnberg; † 25. November 1998 in München) war ein deutscher Jurist, von 1968 bis 1974 Präsident des Bayerischen Verwaltungsgerichtshofes und von 1969 bis 1974 stellvertretender Präsident des Bayerischen Verfassungsgerichtshofes.

## Leben
Erich Eyermann wurde als Kind eines Handelsvertreters und einer jüdischen Mutter geboren. 1925 erlangte er das Abitur. Finanziert durch einen Kredit des Studentenwerkes und eigene Arbeit beim Verlag C. H. Beck sowie finanzielle Unterstützung durch seine ehemaligen Lehrer studierte er an der Universität Erlangen und für ein Semester an der Sorbonne Volkswirtschaftslehre und Rechtswissenschaft. Sein Wirtschaftsstudium schloss er 1928 als Diplom-Volkswirt ab. 1929 bestand er das Erste Juristische Staatsexamen und 1932 auch das Zweite Juristische Staatsexamen. Er promovierte 1932 zum Thema „Bayerisches Budgetrecht“. Danach war er zunächst als Gerichtsassessor am Amtsgericht Erlangen und dann ab 1932 als Staatsanwalt am Landgericht Bayreuth tätig. 1934 wurde er Richter am Amtsgericht Coburg. Er hatte bis dahin gute dienstliche Bewertungen erfahren.
Wegen seiner jüdischen Mutter wurde er 1935 aufgrund der „Nürnberger Gesetze“ und des sogenannten „Gesetzes zur Wiederherstellung des Berufsbeamtentums“ ohne weitere Versorgung aus dem Justizdienst entlassen. Auch seine Ehefrau verlor nach einigen Wochen ihre Stelle als Schreibkraft. Versuche Eyermanns, auf Empfehlung der Professoren Adolf Weber und Wilhelm Kisch Stellen beim Völkerbund und in der Schweiz zu finden, schlugen fehl. Durch eine zufällige Bekanntschaft mit dem Mitglied des Vorstandes einer Nähmaschinenfabrik in Bielefeld konnte er 1936 Direktionsassistent in der Fabrik werden. Ihm wurden dort das Vertragswesen, die Regelung der steuerlichen Angelegenheiten, die Prozessabteilung und die Devisenangelegenheiten als Arbeitsbereich übertragen. Zusätzlich war er auch als Justiziar für eine weitere Aktiengesellschaft tätig. 
Nach dem Ende des nationalsozialistischen Regimes erhielt er am 11. September 1945 die Zulassung als Rechtsanwalt in Bielefeld und war im April 1946 an der Neugründung des Arbeitgeberverbandes der Metallindustrie in Bielefeld mitbeteiligt. Eyermann wurde Geschäftsführer des Verbandes und blieb dies bis in den März 1948. Dann zog er nach Bayern zurück. Sein Wunsch, wieder in den Justizdienst als Richter einzutreten, erfüllte sich zunächst nicht. Da sein Bruder, der in die USA ausgewandert war, in der amerikanischen Militäradministration für die bayerische Justiz zuständig war, verhinderte dieser potenzielle Interessenkonflikt die Tätigkeit als Richter. So trat er Mitte April 1948 als Oberregierungsrat in das Wirtschaftsministerium Bayerns ein. Am 1. Oktober 1948 wurde Eyermann zum Oberregierungsdirektor befördert. Neben seiner Tätigkeit in der Verwaltung begann er, sich rechtswissenschaftlich zu betätigen; darüber hinaus war er als ehrenamtlicher Richter am Landesarbeitsgericht tätig.
Am 1. Oktober 1951 wurde Erich Eyermann zum Richter am Bayerischen Verwaltungsgerichtshof ernannt. Am 15. Januar 1951 wurde er zusätzlich zum Mitglied des Verfassungsgerichtshofes gewählt. Dem Verfassungsgerichtshof gehörte er bis 1974, ab 1969 als stellvertretender Präsident, an. Anfang 1956 wurde Senatspräsident beim Verwaltungsgerichtshof, dann 1965 Vizepräsident und schließlich am 1. September 1968 Präsident des Verwaltungsgerichtshofes. Neben seiner richterlichen Tätigkeit war er zusätzlich von 1968 bis 1974 Verwaltungsratsmitglied des Bayerischen Rundfunks. 1974 trat er in den Ruhestand.
Erich Eyermann wurde trotz Ruhestandes 1979 durch den Bayerischen Landtag in die Diätenkommission gewählt und leitete diese bis 1986.

## Veröffentlichungen
Bereits in der Zeit im Wirtschaftsministerium verfasste er zusammen mit Ludwig Fröhler einen Gesetzeskommentar zum Verwaltungsgerichtsgesetz der Länder der amerikanischen Besatzungszone. Die Kommentierung wurde mit Erlass der Verwaltungsgerichtsordnung (VwGO) durch Eyermann und Fröhler auf die VwGO bezogen fortgesetzt. Diese Kommentierung erlangte eine erhebliche Bedeutung für die Praxis der Verwaltungsgerichtsbarkeit.  1952 überarbeiteten Eyermann und Fröhler den Kommentar zur Gewerbeordnung von Landmann/Rohmer und kommentierten ab 1953 auch die Handwerksordnung. Diese Kommentierungen hatten eine erhebliche Auswirkung auf die Verwaltungspraxis dieser Rechtsfelder. Daneben machte er sich um die Kommentierung des Gaststättengesetzes verdient.

## Ehrungen
Erich Eyermann war Träger des Großen Verdienstkreuzes des Bundesverdienstkreuzes, des Bayerischen Verdienstordens und der Bayerischen Verfassungsmedaille in Silber.